# Dirck Hals

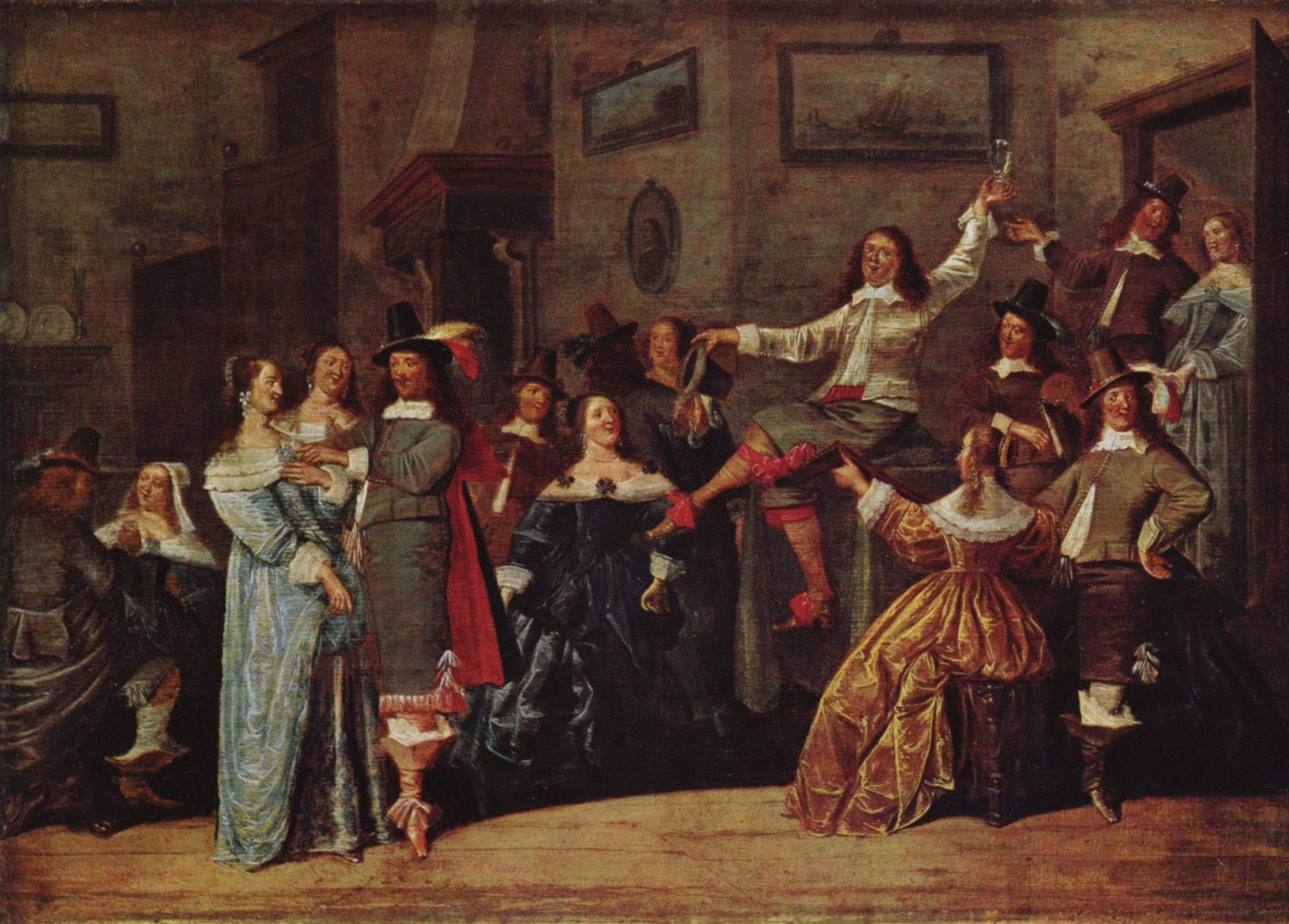
Alegre sociedad, 1640, pintura sobre tabla, 53 × 75 cm, Staatsgalerie, Stuttgart

Dirck Hals (Haarlem, 1591-1656) fue un pintor holandés de escenas festivas y de bailes. Se vio influido por su hermano mayor, Frans Hals, sin su habilidad en el dibujo.

## Biografía
Dirck Hals fue el hermano menor de Frans Hals y el tercer hijo del pintor Fransz Hals de Malinas, y su esposa Adriaentgen van Geertenryck de Amberes, a quien en el acta de bautismo se llama Adriana Hals. Dirck tuvo aún otros dos hermanos mayores, los cuales aún nacieron en Amberes: Frans Hals (1580/85–1666), a cuya sombra artística viviría Dirck, y Joost Hals (1584–1626), que igualmente fue un pintor. 
La familia Hals emigró hacía los Países Bajos septentrionales, después de que Amberes cayera en manos del Duque de Alba en 1585. La mención del bautismo de Dirck en la iglesia reformada de Haarlem el 19 de marzo de 1591 es la primera mención de su reubicación allí. Recibió su primera instrucción con su hermano mayor de once años Frans Hals, quien fue aceptado en 1610 como miembro de la guilda de san Lucas, esto es, la cofradía de pintores. Sin embargo, le influyeron más Esaias van de Velde y Willem Buytewech. No se sabe mucho del hermano mediano, Joost Hals, más allá de que se llamaba a sí mismo pintor.
Dirck Hals pasó la mayor parte de su vida en Haarlem. Desde 1618 hasta 1624 Dirck sirvió en la 2.ª compañía del tercer pelotón de la compañía de san Jorge, a la que también perteneció su hermano Frans en 1615. Desde 1618 hasta 1626 fue miembro de los De Wijngaertranken, una compañía retórica a la que también perteneció su hermano Frans. Dirck Hals sólo llegó a ser miembro del gremio de pintores en el año 1627. Entre 1620-1621 se casó con Agneta (Agniesje) Jansdr y entre 1621 y 1635 nacieron sus siete hijos. Su único hijo varón, Anthonie Hals (1621–1691), se independizó como retratista y pintor de obras de género en Ámsterdam, donde se le menciona por vez primera el 21 de junio de 1652.
De  1641 a 1643, y 1648 Dirck Hals vivió en Leiden. El 22 de febrero de 1641 alquiló una casa. Dirck conoció al pintor y marchante de arte de Ámsterdam Pieter Jansz van den Bosch (1613-1663). Dirck Hals falleció en Haarlem y fue enterrado el 17 de mayo de 1656 en la iglesia de Begijnhofkerk.

## Obra
Dirck Hals pintó sobre todo cuadros-conversación, escenas de género que reflejaban escenas domésticas de la burguesía acomodada, de los ambientes cortesanos y sociedades nobles. Reflejaba sus fiestas, bailes, lo que comen y lo que beben; presta gran atención al detalle a la vestimenta de sus personajes, muchas veces magnífica, y a sus rostros expresivos. De esta manera plasma un ambiente animado y jovial. No obstante, en algunas ocasiones sus ambientes no son acomodados sino que trata el tema del burdel y del hijo pródigo, como ocurre en La alegre compañía, óleo sobre madera sin fecha que pertenece a un colección particular. También hizo algunos pequeños retratos. 

## Binliografía
- Allgemeines Lexikon der bildenden Künstler Ulrich Thieme und Felix Becker, Band XV, Seite 530;.
- Bibliografía sobre Dirck Hals (enlace roto disponible en Internet Archive; véase el historial, la primera versión y la última). en la Biblioteca Nacional de Alemania
- Walter, Ingo F. (editor), Los maestros de la pintura occidental, Taschen, 2005, ISBN 3-8228-4744-5